# Corticaria aculeata
Corticaria aculeata es una especie de coleóptero de la familia Latridiidae.

## Distribución geográfica
Habita en Bután, e India.